# Італійське вино

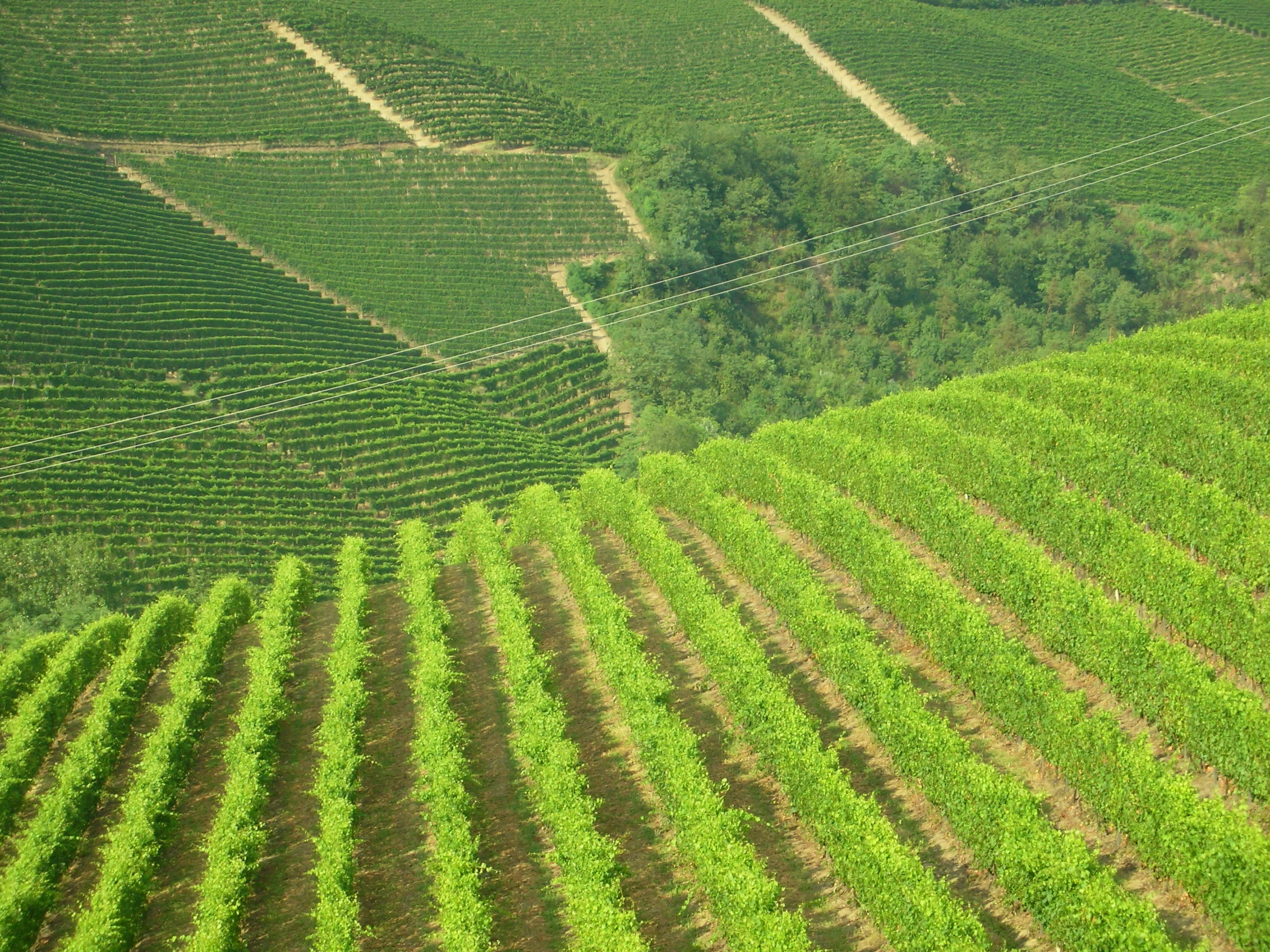
Виноградники регіону Ланге

Італія виготовляє більш ніж 5 мільярдів літрів вина на рік, і таким чином, є світовим лідером з виробництва (близько 20% світового обсягу), щороку конкуруючи з іншим гігантом виноробства – Францією.

## Історія
Грецькі поселенці почали культивацію виноградної лози близько 800 р. до н.е. Греки нарекли Італію «Oenotria» - тобто, «країна вина». З тих пір вино було нерозривно пов’язане з італійською історією, починаючи з оргій поколінь римських імператорів. Римський філософ і письменник Пліній ще у першому сторіччі н.е. запропонував у своїх творах перші поняття виноробства, методи вибору кліматичних умов та парування вина з їжею, багато з яких є актуальними і сьогодні.
Незважаючи на поважну історію в сучасному світі до відносно недавнього часу світова репутація італійського вина була дуже негативна. Вино Італії було синонімом дешевого простого продукту з дуже нестабільною якістю. За винятком небагатьох відомих типів вин — К'янті, Вальполічела, Бароло, Асті (ігристе) — Італія пасла задніх щодо якості вина.
Тим не менш, кліматичні умови і тисячолітні традиції виноградарства дозволяють Італії виробляти неперевершені вина. Країна має також великий потенціал для подальшого розвитку.
Остаточна стабілізація винарної індустрії була досягнута лише у 1970-х роках, значною мірою завдяки грантам ЄС сільськогосподарському сектору.

## Регуляторна система

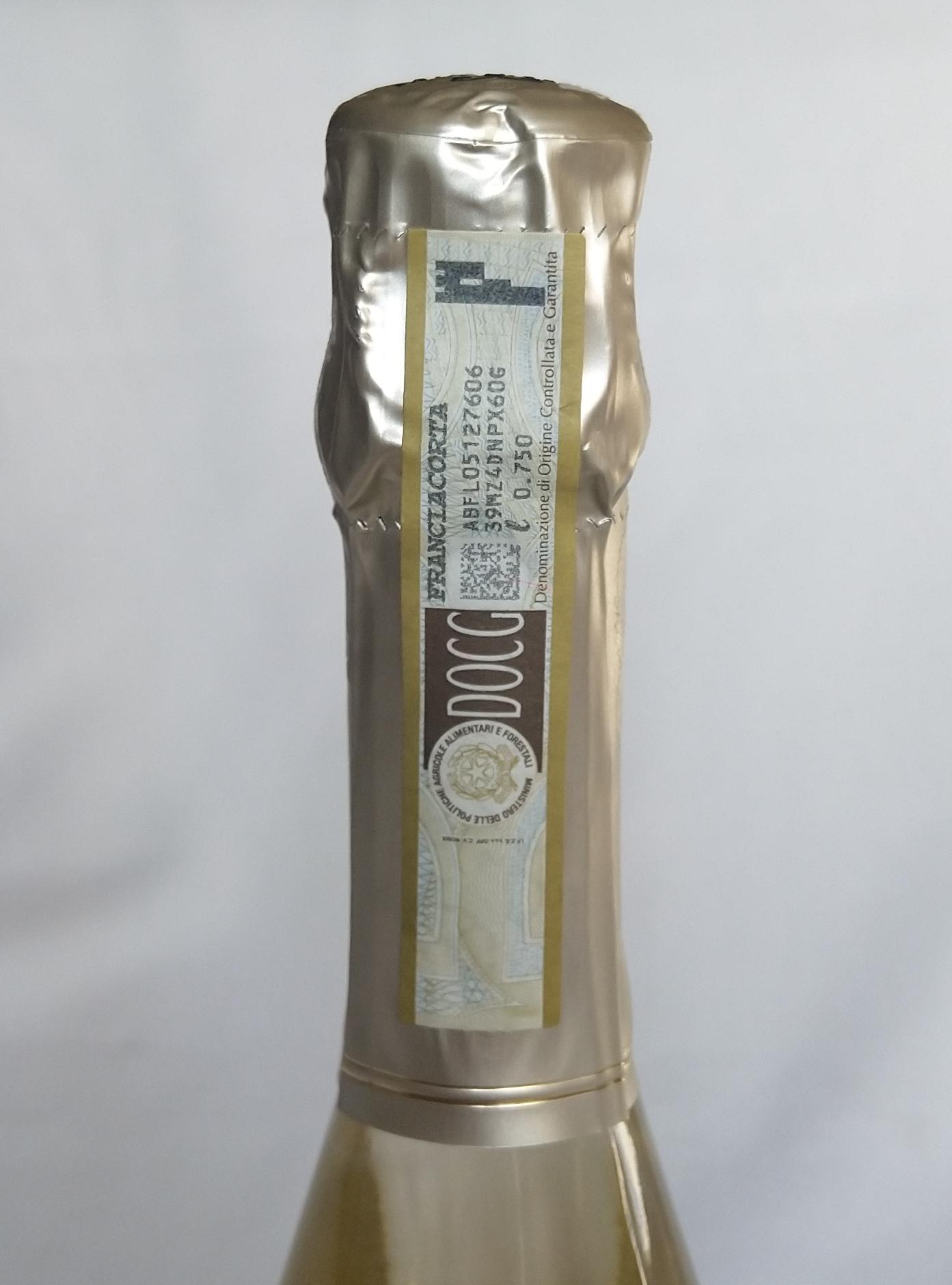
Акцизна марка вина категорії DOCG

Значною мірою у гармонії з системами інших членів ЄС, Італійська класифікація вин складається з чотирьох щабелів (у порядку зниження якості і ціни):
- Denominazione di Origine Controllata e Garantita (DOCG) – найвища категорія якості італійського вина. Окрім вимог наступної за якістю категорії DOC, DOCG також вимагає аби вино було розлито у пляшки в регіоні його виготовлення і аби воно пройшло процедуру дегустації у Міністерстві Сільського Господарства, про що свідчить номерна марка на кожній пляшці.
- Denominazione di Origine Controllata (DOC) – категорія запроваджена у 1960 році як аналог французького Apellation d’Origine Contrlolee (AOC) і регламентує географічну зону походження вина, дозволені сорти винограду, мінімальний вміст алкоголю. Категорія також може встановлювати методи винифікації та період витримки. Сьогодні існує близько 250 DOC у Італії.
- Indicazione Geografica Tipica (IGT) – вино географічного походження – категорія впроваджена у 1992 році як аналог французького Vin de Pays. Категорія містить менше вимог і тому переважно використовується на півдні Італії, де історично досить небагато вин із сталою репутацією якості. Деякі великі виробники свідомо маркують свої, навіть високоякісні і дорогі вина, як IGT для гнучкішого експериментування з виробничими методами та сортами вживаного винограду.
- Vino da Tavola – столове вино найнижчої якості. Вина цієї категорії не можуть мати на етикетці зони виробництва (тобто виноград може походити з будь-якого регіону Італії), року врожаю або сорту винограду. Величезні обсяги вина цієї категорії продаються в індустріальних цілях для подальшого купажу у межах ЄС та на експорт.

### Маркування
Майже всі італійські вина категорій DOC та DOCG мають назви одного з трьох типів:
- географічні назви – походять від місцевостей, міст або селищ, таких як Бароло, Тауразі, Колліо.
- сорт винограду та місцевість або поселення – наприклад: Барбера д'Асті, Монтепульчіано д'Абруццо
- історичні назви, які походять з римських часів, наприклад, К'янті, Вальполічела.

### Інші терміни
- Класіко (Classico) – вживається для позначення історичного регіону, до його розширення у 1950–1960-х роках, коли великі обсяги експорту модного на той час італійського вина спонукали виноградарів значно збільшувати посадки за межами традиційних місцевостей, доволі часто, зі значним зниженням якості вина. Звідси К’янті та К’янті Классіко та інші.
- Різерва (Riserva) – термін, який не означає зазвичай жодного поліпшення якості та вживається для вин, які мають трохи більшу витримку.
- Пассіто (Passito) – вина, виготовлені з винограду, що його було підсушено для більшої концентрації цукру та ароматів. Червоні пассіто – єдині у світі натуральні солодкі червоні вина.

## Регіони виноробства

### П'ємонт

П'ємонт

Чи не найвизначніший регіон виноробства в Італії. П'ємонт має найбільші площі виноградників у країні в категорії DOC та DOCG (загалом 50 апелясьонів — більш ніж в будь-якому іншому регіоні Італії). Цей північно-західний регіон країни був до об'єднання Італії частиною Савойського Королівства, і досі зберігає культурні зв'язки із Францією.
Найважливішими апелясьонами є:
- Бароло («італ. Barolo DOCG») — виробляє одне з найкращих світових вин, на 100 % з винограду сорту Неббіоло. Винам Бароло притаманні надзвичайно виразні таніни, аромати троянди, шкіри, дьогтю, сушених фруктів та довгий складний післясмак.
- Барбареско («італ. Barbaresco DOCG») — «молодший брат» Бароло, вина якого, які теж на 100 % виготовлені з Неббіоло, колись не мали таких складних та багатих смакових характеристик, як Бароло, сьогодні демонструють таку ж якість, та продаються за такими ж високими цінами.
- Гаттінара («італ. Gattinara DOCG») — виноробна зона розташована навколо однойменного муніципалітету у провінції Верчеллі, виробляє вино, яке повинно містити не менше 90 % винограду Неббіоло.
- Гемме («італ. Ghemme DOCG») — виноробна зона розташована навколо однойменного муніципалітету у провінції Новара, виробляє вино, яке повинно містити не менше 85 % винограду Неббіоло, 15 % інших місцевих сортів[1].
- Роеро («італ. Roero DOCG») — теж є джерелом вин з винограду Неббіоло, але з менш виразними танінами.
- Роеро Арнеїс («італ. Roero Arneis DOCG») — високоякісні білі сухі вина з винограду сорту арнеїс.
- Барбера («італ. Barbera d'Asti DOCG», «італ. Barbera d'Alba DOC» та «італ. Barbera del Monferrato DOCG») — хоча Неббіоло є «монархом» п'ємонтських вин, виноград іншого червоного сорту — барбера — народжує якісні вина з м'якими танінами, високою кислотністю та ароматами вишні.
- Ніцца («італ. Nizza DOCG») — нещодавно створена виноробна зона виробляє червоні сухі вина з винограду барбера[2].
- Гаві («італ. Gavi DOCG») — вина цього регіону виготовляються з винограду білого сорту Кортезе. Вони є легкими, з нотами солодких фруктів, добре пасують до страв з морепродуктів.
- Асті («італ. Asti DOCG») виробляє багато ігристих вин, більшість з них солодкі, з винограду сортів мускат (білі) та бракетто (червоні).
- Дольчетто («італ. Dolcetto d'Acqui DOC», «італ. Dolcetto d'Alba DOC», «італ. Dolcetto d'Asti DOC», «італ. Dolcetto di Ovada DOC») — вина цих виноробних зон виробляються з однойменного сорту винограду — легкі збалансовані червоні вина, споживаються зазвичай без тривалої витримки.
- італ. Brachetto d'Acqui DOCG — виноробна зона, яка виробляє здебільшого слабкоалкогольні (міцність 6-12°, зазвичай 7°) ігристі вина з місцевого сорту винограду бракетто з інтенсивним смаком і ароматом[3].
- італ. Erbaluce di Caluso — невелика виноробна зона (трохи більше 200 га), виробляються сухі, ігристі та десертні вина з місцевого сорту ербалуче[4].
- Ланге («італ. Langhe DOC») — велика за площею виноробна зона у провінції Кунео. Виробляють червоні, рожеві та білі сухі вина, а також червоні та білі вина «італ. passito». Вина можуть бути як купажними так і моносортовими. Для виробництва використовуються різноманітні сорти винограду, як місцеві так і міжнародні.

### Венето

Венето

Регіон Італії, який виробляє найбільшу кількість вина, в тому числі найбільшу кількість в категорії DOC. Це батьківщина двох з найважливіших експортних вин – Соаве та Вальполічела. У регіоні розташовані виноробні зони, які виробляють вина категорій DOCG та DOC. Найвідоміші з них: 
- Амароне делла Вальполічелла («італ. Amarone della Valpolicella DOCG») – сухе (несолодке) вино з в'яленого винограду. Має насичений смак та аромати шоколаду, темного рому, шкіри. Виробляється з сортів Корвіна (45–95 %) та Рондінелла, можуть додаватись інші місцеві сорти.
- Бардоліно («італ. Bardolino Superiore DOCG») – виноробна зона у якій виробляють легке фруктове червоне вино з тих ж сортів, що і Вальполічела та близьке до нього за характеристиками. Бардоліно К'яретто – рожевий варіант.
- Вальполічелла («італ. Valpolicella DOC») – основним виноградом є червоний сорт Корвіна, також додаються Корвіноне, Рондінела та Молінара. Більшість вин Вальполічела є легкими з ароматами чорних ягід та трав. Гонитва виробників за об’ємами призводить до занадто високих врожаїв із кожної лози і, як результат, до простих і невиразних вин. Найкращі вина виробляються на бідніших ґрунтах історичної для цього виду зони Valpolicella Classico DOC. Саме тут народилась традиція вин пассіто) – виробництво вина з в'яленого винограду.
- Соаве («італ. Soave Superiore DOCG») – найбільше за обсягом виробництва італійське вино. Це вино з білого сорту Гарганега демонструє високу кислотність та (у найякісніших з вин) аромати ромашки та півників.
- Речото ді Соаве («італ. Recioto di Soave DOCG») — солодке вино з сорту Гарганега, грона якого після збору в'ялять протягом кількох тижнів перед ферментацією, завдяки чому у ягодах концентруються смако-ароматичні речовини.
- Речото делла Вальполічелла («італ. Recioto della Valpolicella DOCG») – солодке вино з сортів Корвіна (45  — 95 %) та Рондінелла, можуть додаватись інші місцеві сорти. Грона  в'ялять протягом кількох тижнів після збору та отримують природним шляхом солодкі вина завдяки підвищеній концентрації цукрів у ягодах винограду після їх підсушування.
- італ. Colli Asolani-Prosecco DOCG — виноробна зона розташована у провінції Тревізо. Основним сортом для виробництва вина є Глера (не менше 85 %). Виробляють сухі, напівсухі та ігристі білі вина.
- італ. Conegliano Valdobbiadene - Prosecco DOCG — виноробна зона розташована у провінції Тревізо, муніципалітети Конельяно та Вальдобб'ядене. Є центром виробництва ігристих вин Просекко. Вино виробляється з сорту Глера методом Шарма. У Конельяно є енологічна школа.
- італ. Piave Malanotte DOCG — виноробна зона включає басейн ріки Піяве (провінція Тревізо). Виробляють червоне вино з місцевих сортів рабосо піаве (не менше 70 %) та рабосо веронезе. Особливістю є те, що до свіжих ягід винограду додають ягоди висушені методом пассіто для пом'якшення вина[5].
- італ. Friularo of Bagnoli DOCG — виноробна зона розташована навколо Падуї. Основним сортом є рабосо піаве (не менше 90 %) з якого виробляють червоне сухе вино або десертне вино методом пассіто[6].

### Тоскана

Тоскана

Тоскана є одним за найвідоміших у світі регіонів італійського виноробства, який має дуже давню історію. Вирощуванням винограду та виробництвом вина тут займались ще етруски. Розвитку виноробства тут сприяє рельєф — більшу частину регіону складають пагорби або гори, та клімат — літо тут тривале з великою кількістю сонячних днів, а зима порівняно м'яка та тепла. Ґрунти кам'янисті, здебільшого представлені сланцями. Основним сортом винограду тут є місцевий санджовезе, також досить популярним є Монтепульчано. У Тоскані виробляють здебільшого червоні вина (85 %  від загальної кількості). Тоскана виробляє велику кількість вина, більша частина якого має високу якість (категорію DOCG або DOC). Основними виноробними зонами є:
- К'янті класіко («італ. Chianti Classico DOCG») розташоване між містами Флоренція та Сієна і є історичним центром виробництва вина К'янті, одного з найвідоміших у світі вин. К'янті виготовляють з винограду сорту Санджовезе, який дуже багатий на таніни та кислоти, набуває складних ароматів після витримки у дубових бочках. Класичні аромати К'янті — п'яна вишня, черешня, слива, ваніль.
- Брунелло ді Монтальчино («італ. Brunello di Montalcino DOCG») — апелясьон, який теж виробляє вино з сорту Санджовезе, яке за якістю змагається з Бароло. Мінімальний термін витримки вин Брунелло — п'ять років, найдовший в Італії.
- італ. Carmignano DOCG — вино з дуже давньою історією, яка сягає давньоримських часів, та одна з перших захищених за походженням виноробних зон у світі (такий статус їй надав Козімо III Медічі). Виробляють сухі купажні вина на основі санджовезе (не менше 50 %) з додаванням до 20 % каберне фран або каберне совіньйон (також додаються інші сорти)[8].
- італ. Morellino di Scansano DOCG — виробляють сухе червоне вино з сорту санджовезе (не менше 85 %).
- італ. Montecucco Sangiovese DOCG — невелика виноробна зона (200 га), виробляють сухе червоне вино з сорту санджовезе (не менше 90 %).
- італ. Suvereto DOCG — виробляють сухі червоні сортові вина  (не менше 85́ %) з міжнародних сортів каберне совіньйон та мерло, а також з санджовезе[9].
- Віно Нобіле ді Монтепульчано («італ. Vino Nobile di Montepulciano DOCG») — апелясьон вина з санджовезе (не менше 70 %), розташований навкруг міста Монтепульчіано. Виробляється високоякісне сухе червоне вино з тривалою історією.
- Вернача («італ. Vernaccia di San Gimignano DOCG») — виробляють сухе біле вино з місцевого сорту білого винограду Вернача (не менше 85 %), розташований в Сан-Джиміньяно.
- італ. Elba Aleatico Passito DOCG — невелика виноробна зона (16 га), виробляють десертне вино методом пасіто з сорту Алеатіко (100 %).
- італ. Val di Cornia Rosso DOCG — найменша у Тоскані виноробна зона (0,5 га), виробляють сухе купажне вино на основі санджовезе (не менше 40 %), Каберне Совіньйон та (або) Мерло (не більше 60 %), також можуть додаватись місцеві червоні сорти[10].
- «Супер-тосканці» — порівняно новий напрямок розвитку італійського виноробства — вина з міжнародних сортів, насамперед з Каберне Совіньйон та Мерло. Започаткований у 1948 році як хобі та своєрідний протест проти невдалих спроб уряду реформувати винну індустрію, цей рух виноробів швидко набуває значних масштабів. Зазвичай супер-тосканці класифіковані згідно італійського законодавства як IGT або навіть як столове вино, оскільки вони не відповідали усталеній класифікації DOC та DOCG. Однак деякі виробники після набуття ними світової популярності отримали категорію DOC, наприклад італ. Bolgheri Sassicaia DOC[11]. Незважаючи на плутанину з категоріями якості, супер-тосканці є одними з кращих світових вин та продаються за цінами, набагато вищими за «традиційні» для Тоскани К'янті або Бароло (ціна може підійматись до сотень або навіть тисяч доларів за пляшку). Виробники постійно експериментують з величезною кількістю італійських ендемічних сортів (в Італії їх налічується понад 1000) і часто отримують прекрасний результат. Одна з проблем супер-тосканців — відсутність чіткого прозорого маркування цього типу вин, що ускладнює вибір споживачеві.

### Емілія-Романья

Емілія-Романья

Емілія-Романья — великий за площею регіон. Найкращі виноградники розташовані на пагорбах навколо П'яченци та навколо Болоньї, а також на схилах Апенін. Візитівкою регіону є ламбруско — червоне ігристе вино з однойменного сорту винограду, може бути сухим, напівсухим, напівсолодким та солодким. Зазвичай ламбруско є ординарними недорогими винами, але деякі виробники виготовляють досить якісні зразки. Крім ламбруско (яке має багато різновидів) популярними сортами винограду у регіоні є Треббіано, Альбана, Піньолето, Санджовезе та інші автохтонні сорти. Регіон має дві виноробні зони категорії DOCG та 18 категорії DOC. Основними з них є наступні.
- італ. Colli Bolognesi Classico Pignoletto DOCG — охоплює декілька комун у провінції Болонья. Виробляється вино з білого сорту Піньолетто (не менше 95%).
- італ. Romagna Albana DOCG — виноробна зона розташована у провінціях Равенна, Форлі-Чезена та Болонья. Виробляються білі вина з сорту Альбана (не менше 95%). Вина можуть бути сухими, напівсолодкими, солодкими, а також passito та passito riserva.
- італ. Lambrusco di Sorbara DOC — розташована у провінції Модена, виробляють червоні та рожеві ігристі вина, за вмістом цукру можуть бути брют, напівсухі, напівсолодкі, солодкі. Основним сортом є Ламбруско ді Сорбара.
- італ. Lambrusco Grasparossa di Castelvetro DOC — розташована у провінції Модена, виробляють червоні та рожеві ігристі вина, за вмістом цукру можуть бути сухі, напівсухі, напівсолодкі, солодкі. Основным сортом є італ. Lambrusco Grasparossa di Castelvetro.
- італ. Lambrusco Salamino di Santa Croce DOC — розташована у провінції Модена, виробляють червоні та рожеві ігристі вина, за вмістом цукру можуть бути сухі, напівсухі, напівсолодкі, солодкі. Основним сортом є Ламбруско Саламіно.

### Ломбардія

Ломбардія

Ломбардія — великий за площею регіон, який характеризується різноманітним рельєфом. Тут культивують багато сортів винограду, автохтонних та міжнародних, як білих так і червоних. У регіоні виділяють три значні виноробні зони — Вальтелліна, де виробляють сухі та десертні червоні вина з Неббіоло; Франчакорта (італ. Franciacorta), де виробляють ігристе вино за класичною технологією шампанізації; Ольтрепо Павезе (італ. Oltrepò Pavese), де також виробляють ігристе вино за класичною технологією. Багато якісних вин категорії DOC виробляють навколо озера Гарда, зокрема біле вино Лугано з винограду Требьяно. Кілька виноробних зон категорії DOC зосереджені у провінції Брешія, тут виробляють різноманітні вина — білі та червоні.
У Ломбардії нараховують 5 виноробних зон категорії DOCG та 22 воноробні зони категорії DOC. Також є значна кількість виноробних зон категорії IGT. Основними виноробними зонами є:
- Франчакорта («італ. Franciacorta DOCG») — розташована у провінції Брешія, виробляють ігристе вино класичним методом, його називають італійським шампанським. Вина цієї зони мають наступну класифікацію:
  - Невінтажна Франчакорта — надходить у продаж не раніше, ніж через 25 місяців після збору врожаю, з яких 18 місяців вино проводить в пляшці, де витримується на осаді (це більше, ніж у шампанського, у якого витримка фр. sur lie становить 15 місяців). Чим довше витримка на осаді, тим більш тонким та вишуканим виходить букет.
  - італ. Franciacorta Millesimato — міллезімна (або вінтажна) Франчакорта. Витримується на осаді стільки ж, скільки і шампанське — 30 місяців. Поступити у продаж міллезім може не раніше, ніж через 37 місяців після збору врожаю.
  - Рожева Франчакорта (італ. Franciacorta Rosé) містить не менше 25% сорту піно нуар в базовому вині. Як і у випадку з шампанським, тут допускається робити ігристе рожеве вино шляхом змішування білого і червоного. Мова йде про змішування базових вин, їх вторинна ферментація повинна проходити спільно.
  - Франчакорта Сатен (італ. Franciacorta Saten) — італійський варіант французького блан де блан («біле з білого»). Saten виробляється тільки з сортів шардоне та піно блан. Іншою відмінністю є більш низький тиск в пляшці (4,5 атм. Замість 6).
  - італ. Franciacorta riserva — ігристе вино, яке було витримано не менше 5 років[13].
- італ. Oltrepo Pavese metodo classico DOCG — розташована у провінції Павія, виробляють ігристе вино класичним методом.
- італ. Valtellina Superiore DOCG — розташована у провінції Сондріо виробляють сухі червоні вина з Неббіоло.
- італ. Sforzato di Valtellina DOCG — розташована у провінції Сондріо виробляють десертні червоні вина з в'яленого винограду сорту Неббіоло.
- італ. Scanzo DOCG — розташована у провінції Бергамо, виробляють десертні червоні вина методом пассіто.

### Фріулі-Венеція-Джулія

Фріулі-Венеція-Джулія

Регіон знаходиться на узбережжі Адріатичного моря, межує зі Словенією та Австрією, що вплинуло на виноробні традиції цієї області. На відміну від багатьох інших виноробних регіонів Італії значні площі виноградників тут займають міжнародні сорти — Мерло, Каберне Фран, Шардоне тощо. Також вирощуються італійські сорти, наприклад піно грі та місцеві сорти, характерні для цього регіону — (ріболла джалла, фріуліано, вердуццо фріуліано, піколіт). Теруари можуть суттєво відрізнятись. Частина виноградників знаходиться на глинистих ґрунтах на узбережжі моря, інша частина на пагорбах з вапняковими ґрунтами біля словенського кордону, третя частина — на рівнинній місцевості. В залежності від теруару винороби надають перевагу тим чи іншим сортам винограду. Візитівкою регіону є білі вина, він нараховує 4 зони DOCG, 10 DOC, 3 IGT. Основними виноробними зонами є:
- італ. Ramandolo DOCG — невелика виноробна зона, знаходиться в східній частині регіону. Виробляються десертні вина з місцевого сорту вердуццо фріуліано методом пасіто.
- італ. Coli Orientali Del Friuli Picolit DOCG — зона знаходиться на кордоні зі Словенією. Виробляються сухі білі вина з місцевого сорту піколіт[15].
- італ. Lison DOCG — виробляють білі вина з сорту фріуліано (не менше 85 %).
- італ. Rosazzoo DOCG — виробляють купажні білі вина на основі сорту фріуліано (не менше 50 %).
- італ. Prosecco DOC — виробляють просекко з сорту глера.
- італ. Friuli Coli Orientali DOC — виробляють білі та червоні сортові вина з місцевих та міжнародних сортів винограду (не менше 85 %)[16].
- італ. Friuli Grave DOC — виробляють білі та червоні сортові вина з місцевих та міжнародних сортів. Для сухих вин вміст сорту повинен бути не менше 95 %, для ігристих — не менше 85 %.
- італ. Collio DOC — виноробна зона, яка ймовірно невдовзі підвищить категорію до DOCG[17]. Виробляють білі та червоні сортові вина з місцевих та міжнародних сортів винограду (не менше 85 %).

У зонах IGT окрім іншого виробляють ексклюзивні та дуже дорогі вина, виготовлені з білих сортів винограду (фріуліано, ріболла джалла, піно грі) за технологією червоних вин (так зване «бурштинове вино»). Такі вина виробляють на виноробних підприємствах, які знаходяться біля кордону.

### Трентіно-Альто-Адідже

Трентіно-Альто-Адідже

Трентіно-Альто-Адідже — гірський регіон з досить прохолодним кліматом. Незважаючи на це тут виробляють високоякісні вина. Альпи захищають виноградники від холодного повітря з півночі, а з півдня сюди потрапляє тепле вологе повітря з озера Гарда та Адріатичного моря. Це створює унікальний мікроклімат для виробництва білих вин, які відомі далеко за межами регіону. Ґрунти у Трентіно-Альто-Адідже кам'янисті тому складні у обробці, схили на яких вирощуєтся виноград досить круті, а площ придатних для закладання виноградників небагато. Це впливає на вартість вина, яка досить висока у порівнянні з винами інших регіонів Італії. Тут вирощується здебільшого міжнародні сорти винограду — піно грі, піно блан, гевюрцтрамінер, шардоне, тощо. Є також автохтонні сорти — червоні лагрейн та скьява, білий — нозіола італ. Nosiola. Цей виноробний регіон досить невеликий за об'ємами виробництва, але більшість його вин мають категорію якості DOC. Регіон нараховує 9 виноробних зон DOC та 5 IGP. 
- італ. Delle Venezie DOC — виробляють сухі купажні білі вина та сортові вина з  піно грі (не менше 85 %), а також ігристі вина з піно грі.
- італ. Valdadige DOC — виробляють купажні сухі білі, рожеві та червоні вина з різних сортів, а також сортові вина з білих та червоних сортів.
- італ. Valdadige Terradeiforti DOC — виробляють сортові (не менше 85 %) білі вина з піно грі та червоні з казетта та ламбруско.
- італ. Lago di Caldaro DOC — виробляють сортові червоні вина з місцевого сорту скьява.
- італ. Trentino DOC — виробляють сортові та купажні білі та червоні вина з різноманітних сортів винограду (як сухі так і десертні)[22].
- італ. Casteller DOC — виробляють купажні червоні сухі вина на основі мерло (не менше 50 %) з додаванням місцевих сортів.
- італ. Trento DOC — виробляють ігристі вина з білих (шардоне, піно блан) та червоних (піно нуар, піно меньє) сортів.
- італ. Teroldego Rotaliano DOC — виробляють червоні та рожеві вина з сорту терольдего (100 %).
- Альто-Адідже («італ. Alto Adige DOC», «нім. Südtirol DOC») — виробляють сухі, десертні та ігристі; сортові та купажні вина з різноманітних сортів винограду.

Оскільки частина регіону тривалий час належала Австрійській імперії та велика кількість населення розмовляє на німецькій мові, вино з Трентіно-Альто-Адідже часто маркують німецькою назвою регіону нім. Südtirol.

### Лігурія

Лігурія

Лігурія є невеликим прибережним регіоном на півночі Італії. Він відомий як італійська Рив'єра. Регіон має тривалу історію виноробства, воно відоме тут ще з часів етрусків. Особливістю виноробства є близькість виноградників до моря, яке сильно впливає на теруар та досить складний скелястий рельєф. Внаслідок того що схили Лігурії круті та скелясті, деякі виноградники можливо обробляти тільки вручну, без застосування засобів механізації. Регіон відомий білими винами, він налічує 8 виноробних зон категорії DOC, та 4 зони IGP.  Основними сортами винограду в регіоні є верментино (27 %), пігато (15 %) та росезе (12 %).. Внаслідок невеликого обсягу виробництва, та порівняно високим цінам, обумовленим складністю вирощування винограду, лігурійські вина маловідомі за межами Італії. Основні виноробні зони:
- Чинкве-Терре (італ. Cinque Terre DOC) — невелика виноробна зона площею 53 га, виробляють купажні білі вина на основі сортів боско, верментино та альбарола[25].
- італ. Riviera Ligure di Ponente DOC — виноробна зона площею 230 га. Виробляють моносортові сухі білі вина з пігато та верментино та червоні з гарначі або росезе. Також виробляють десертні вина за методом пасіто[26].
- італ. Colli di Luni DOC — невелика виноробна зона площею 27 га. Виробляють білі моносортові та купажні та червоні купажні вина. Основні білі сорти — албарола, верментино. Основний червоний сорт — санджовезе[27].
- італ. Val Polcèvera DOC — виноробна зона площею 150 га. Виробляють білі, рожеві та червоні сухі, ігристі та десертні вина[28].
- італ. Rossese di Dolceacqua DOC — невелика виноробна зона площею 51 га. Виробляють моносортові сухі вина з сорту росезе[29].
- італ. Golfo del Tigullio–Portofino — невелика виноробна зона площею 40 га. Виробляють білі, рожеві та червоні сухі, ігристі та десертні вина[30].
- італ. Pornassio DOC — невелика виноробна зона площею 24 га. Виробляють червоні та рожеві, сухі та десертні вина з винограду дольчетто[31].
- італ. Colline di Levanto DOC — невелика виноробна зона площею 15 га. Виробляють сухі червоні вина з чільєджоло та санджовезе та білі вина з верментино та альбарола[32].

### Марке

Марке

Сумарна площа виноградників Марке становить близько 17 тисяч га, з них 10400 га припадає на DOC та DOCG, що покриває 62% території. Найпоширенішими сортами винограду є Санджовезе та Монтепульчано. Основними виноробними зонами є:
- італ. Cònero DOCG — зона розташована в комунах Анкона, Оффанья, Камерано, Сіроло, Нумана, а також частково в Кастельфідардо та Озімо в провінції Анкона. Виробляють червоні вина купажуванням сортів Монтепульчано (мінімум 85%) та санджовезе (максимум 15%).
- італ. Castelli di Jesi Verdicchio Riserva DOCG — зона розташована в провінціях Анкона та Мачерата. Виробляють білі вина купажуванням сорту Вердиккіо (не менше 85%) з іншими білими сотрами регіону (не більше 15%).
- італ. Offida DOCG — зона розташована в провінціях Асколі Пічено та Фермо. Виробляють «італ. Offida Pecorino» — біле сухе вино з сорту Пекоріно, «італ. Offida Passerina» — біле сухе вино з сорту Пассеріна, «італ. Offida Rosso» — червоне сухе вино з сорту Монтепульчано.
- італ. Verdicchio di Matelica Riserva DOCG —зона частково займає комуни Мателіка, Езанатолья, Гальйоле, Кастельраїмондо, Камеріно та Пьорако в провінції Мачерата, а також частково комуни Черрето д-Езі та Фабрьяно у провінції Анкона. Виробляють білі вина з сорту Вердиккіо (не менше 85%).
- італ. Vernaccia di Serrapetrona DOCG — зона охоплює цілком комуну Серрапетрона, частково комуни Бельфорте-дель-К'єнті та Сан-Северіно-Марке в провінції Мачерата. Основним сортом є Верначча нера (мінімум 85%), а також інші червоні сорти регіону (не більше 15%)[33].

Крім того є 15 виноробних зон, які виробляють вина категорії DOC.

### Умбрія

Умбрія

Умбрія розташована у центрі Апеннінського півострова. Клімат характеризується холодною зимою з дощами та посушливим літом з великою кількістю сонячних днів. Винятком є область на захід від Перуджі. Тут річні температури пом'якшені водами озера Тразімено. Регіон відомий здебільшого білими винами, зокрема «Орвієто» — білим купажним вином на основі сортів треббіано та грекетто. Обсяги його виробництва складають 10 % від всього виробництва вина у регіоні. Виділяють 2 виноробні зони категорії DOCG,13 виноробних зон DOC та 6 IGP.
- італ. Montefalco Sagrantino DOCG — невелика зона, займає площу 357 га, виробляють високоякісні червоні сухі та десертні вина з сорту сагрантіно. Витримка вина не менше 37 місяців[35].
- італ. Torgiano Rosso Riserva DOCG — маленька виноробна зона, займає площу 5,5 га, виробляють червоне купажне сухе вино на основі сорту санджовезе (не менше 70 %). Вино витримують не менше 3 років, з яких 6 місяців у діжках.[36].
- італ. Orvieto DOC — виноробна зона, яка займає більше 1000 га, вино з цієї зони відоме далеко за межами регіону. Виробляють купажні вина на основі сортів треббіано та грекетто (не менше 60 % якогось з них або їх суміші та 40 % інших сортів). Виробляють здебільшого сухі вина. Також вина з винограду пізнього збору (сбір врожаю пізніше 1 жовтня) та вино з винограду враженого пліснявою Botrytis cinerea. Сухе вино може вироблятись у варіантах Superiore та Classico[37].
- італ. Montefalco DOC — виноробна зона площею 435 га. Виробляються білі та червоні купажні вина. Білі на основі італ. Trebbiano Spoletino (не менше 50 %) або на основі грекетто (не менше 85 %). Червоні вина на основі санджовезе (не менше 60-80 %) з додаванням сагрантіно (10-25 %) та інших сортів (не більше 30 %)[38].

### Абруццо

Абруццо

У цьому регіоні виробляють тільки червоні вина. Основними є два сорти винограду – Монтепульчано та Треббіано. Ці два сорти можуть народжувати помітні за якістю вина з високим вмістом танінів та нотами дичини. Треба зазначити, що виноград Монтепульчіано не має відношення до тосканського вина Віно Нобіле ді Монтепульчіано (сорт Санджовезе). У останній час у Абруццо винороби також приділяють увагу автохтонним сортам винограду — Пекоріно, Пассеріна, Монтоніко, Кокочьола. 90 % площ займають дві виноробні зони DOC — італ. Montepulciano d’Abruzzo, де виробляється червоне вино та італ. Trebbiano d’Abruzzo, де виробляють білі вина. Всього у регіоні є 1 виноробна зона DOCG та 8 зон категорії DOC, основними є наступні:
- італ. Montepulciano d'Abruzzo Colline Teramane DOCG — розташована у провінції Терамо, виробляють вино з сорту Монтепульчано (не менше 85 %), можуть додаватись інші червоні сорти (не більше 15 %)[39].
- Монтепульчано д'Абруццо DOC — розташована у провінціях К'єті, Л'Аквіла, Пескара та Терамо. Виробляють вино з винограду Монтепульчано, виноградники займають 17 тисяч гектарів.
- Абруццо DOC — займає більшу частину регіону Абруццо. Виробляють дуже різноманітні білі вина з місцевих та світових сортів та червоні вина на основі монтепульчано[40]. Вина з цієї зони можуть бути сухими, солодкими, тихими або ігристими.
- італ. Cerasuolo d’Abruzzo DOC — розташована у провінціях К'єті, Л'Аквіла, Пескара та Терамо. Виробляють сухе рожеве вино. Основний сорт для виробництва — Монтепульчано (не менше 85 %).
- італ. Trebbiano d'Abruzzo DOC — виробляють білі вина з сортів Треббіано д'Абруццо, Треббіано Тоскано або Бомбіно Бьянко.

### Кампанія

Кампанія

Кампанія — регіон на півдні Італії. З давніх часів тут виробляли вина з автохтонних сортів винограду (наприклад п'єдіроссо), але після епідемії філоксери з'явились сорти, завезені з інших регіонів Італії. Кампанія найвідоміша червоними винами, які виготовлені з сорту альяніко та білими винами, які виготовлені з сортів фалангіна, фіано та греко бьянко. Регіон має 4 виноробні зони категорії DOCG, 15 DOC та 10 IGP. У 2017 році Кампанія виробила 1,3 млн. гектолітрів вина, переважно столового, посередньої якості, лише 17 % становило вино категорії DOP. Основним сортом винограду в регіоні є Альяніко (34 %). Найвизначнішими виноробними зонами у регіоні є наступні:
- Альяніко дель Табурно (італ. Aglianico del Taburno DOCG) — виробляють червоні вина та рожеві вина, які повинні містити мінімум 85 % сорту Альяніко. Червоні вина можуть мати категорію італ. riserva.
- Тауразі (італ. Taurasi DOCG) — виробляють червоні вина, які повинні містити мінімум 85 % сорту Альяніко, вони можуть мати категорію італ. riserva.
- Фіано ді Авелліно (італ. Fiano di Avellino DOCG) — виробляють білі вина, які повинні містити щонайменше 85 % фіано, 15 % складають сорти греко, італ. Coda di Volpe, требьяно.
- Греко ді Туфо (італ. Greco di Tufo DOCG) — виробляють білі сухі або ігристі вина, які повинні містити щонайменше 85 % сорту греко та 15 % італ. Coda di Volpe. Ігристі вина виробляються за класичною технологією (шампанізація у пляшках)[41].

### Сицилія

Сицилія

Сицилія має дуже давні традиції виноробства, виноградну лозу на острів завезли ще фінікійці. Острів відрізняється великою кількістю автохтонних сортів винограду, самими розповсюдженими є Неро д'Авола, Треббьяно Тоскано та Катарратто. На Сицилії є одна виноробна зона категорії DOCG та 23 зони категорії DOC. Загальна площа виноградників острову складає приблизно 115 тисяч гектарів. Найвідоміші виноробні зони:
- італ. Cerasuolo di Vittoria DOCG — виноробна зона знаходиться на південному сході острову, в комунах Акате, Комізо, К'ярамонте Гульфі, Вітторія та займає площу 307 га. Виробляють сухі червоні вина з сортів Неро д'Авола та Фраппато.
- Алькамо DOC — виробляють білі, рожеві та червоні вина з різних сортів винограду, але традиційним є біле вино з сорту катарратто.
- Марсала DOC — виноробна зона знаходиться у провінції Трапані, основні площі виноградників займає катарратто, також великі площі займає Грілло. Класична марсала виробляється з білих сортів винограду — купажу Грілло, Катарратто та Інзола, рідше — з червоних сортів — Неро д'Авола, Пін'ятелло, Нерелло Маскалезе, таке вино називають «італ. Marsala rubino» За вмістом цукру вина можуть бути сухими напівсухими або солодкими. Вживають у якості аперитива, також широко використовують у сицилійській кухні при приготуванні різноманітних страв. Марсала має гарний потенціал для витримки, яка може досягати 10 років.
- Етна DOC — виноробна зона розташована біля вулкану Етна, загальна площа виноградників — біля 800 га, вони розташовані на висоті 300 — 1000 м над рівнем моря. Ґрунти вулканічні, клімат досить прохолодний у порівнянні з іншими регіонами Сицилії. Основними для виробництва вин є місцеві сорти —  Карріканте для білих та Нерелло Маскалезе — для червоних. Тут виробляються дуже якісні вина, кращі зразки яких мають великий потенціал для витримки та порівнюються з бургундськими винами.
- Вітторіа DOC — велика за площею виноробна зона, розташована на південному сході Сицилії. Виробляють вина з сортів Неро д'Авола, Фраппато, Інзолія.
- Сіракуза DOC — знаходиться навколо міста Сіракуза. Дозволені сорти — мускат, сіра, Неро д'Авола. Виробляють сухі та ігристі вина, крім того вина з в'яленого винограду — пассіто.
- Сицилія DOC — зона охоплює весь острів[43].

### Сардинія

Сардинія

Сардинія є островом, який має давні традиції виноробства. Вважається, що першу виноградну лозу завезли сюди фінікійці, зараз цей сорт має назву нурагус (італ. nuragus). З нього виробляють легкі вина з вираженою кислотністю. Але у наш час основними сортами для виноробства є завезені з материка червоний сорт гренаш, який має місцеву назву «каннонау» та білий сорт верментино. Досить значні площі займає завезений з Франції Кариньян (виноград), крім того вирощуються інші місцеві та європейські сорти. Спекотна погода та морські вітри надають винам Сардинії своєрідного смаку та аромату. Регіон має 1 виноробну зону категорії DOCG та 17 категорії DOC. Визначні виноробні зони:
- Верментино ді Галлура DOCG (італ. Vermentino di Gallura DOCG) — у цій виноробній зоні виробляють білі сухі вина з сорту верментино, з якими зазвичай асоціюється Сардинія у світі. Крім сухих вин у цій виноробній зоні виробляють також десертні вина за технологією «пассіто», а також ігристі вина італ. frizzante та італ. spumante. Ігристі вина можуть вироблятись як за прискореною технологією методом Шарма так і за класичною технологією шампанізації у пляшках[45].
- італ. Cannonau di Sardegna DOC — виноробна зона охоплює весь острів. Виробляють сухі, солодкі та кріплені вина з винограду каннонау (не менше 85 %). Виробляються як червоні так і рожеві вина. Виділяють 4 субзони — італ. Capo Ferrato, Jerzu, Oliena or Nepente di Oliena, Classico[46].
- італ. Carignano del Sulcis DOC — виробляють високоякісні червоні та рожеві вина з сорту кариньян. Можуть вироблятись як сухі так і десертні вина[47].
- італ. Giro di Cagliari DOC — невелика виноробна зона на півдні острову, виробляють червоні вина з автохтонного сорту джиро (не менше 95 %)[48].
- італ. Malvasia di Bosa DOC — виробляють сухі та солодкі вина виготовлені за технологією «пассіто» та ігристі вина з сорту мальвазія (не менше 95 %)[49].
- італ. Moscato di Sardegna DOC — виноробна зона охоплює весь острів. Виробляють білі сухі, десертні та ігристі вина з сорту «мускат білий» (не менше 90 %)[50]. Виділяють 2 субзони, де виробляють тільки ігристі вина італ. Gallura та італ. Tempio Pausania or Tempio.
- італ. Monica di Sardegna DOC — виноробна зона охоплює весь острів, виробляється червоне та рожеве вино з місцевого сорту моніка[51].
- італ. Nasco di Cagliari DOC — виноробна зона на півдні острову. Виробляють білі сухі та десертні вина з автохтонного сорту наско (не менше 95 %)[52].
- італ. Nuragus di Cagliari DOC — виноробна зона на півдні острову. Виробляють білі сухі вина з автохтонного сорту нурагус (не менше 85 %)[53].

### Апулія

Апулія

Апулія має спекотний та сухий клімат, основними сортами тут є Примітиво, Негроамаро, Ува ді Троя. Виноробством у регіоні займаються з давніх часів, першу лозу сюди завезли давні греки у VIII ст. до н.е. Зараз у регіоні виділяють 4 виноробні зони категорії DOCG та 28 виноробних зон категорії DOC. Основні об'єми виробництва припадають на червоне вино (біля 70 %), крім того виробляють дуже якісні рожеві вина, а також білі. Основними виноробними зонами є:
- італ. Primitivo di Manduria Dolce Naturale DOCG — виробляють солодкі червоні вина з в'яленого винограду сорту Примітиво;
- італ. Castel del Monte Bombino Nero DOCG — виноробна зона цілком охоплює комуну Мінервіно-Мурдже, а також частково кілька сусідніх комун. Виробляють сухі червоні вина з сорту Бомбіно Неро;
- італ. Castel del Monte Nero di Troia Riserva DOCG — виноробна зона цілком охоплює комуну Мінервіно-Мурдже, а також частково кілька сусідніх комун. Виробляють сухі червоні вина з сорту Неро ді Тройя (не менше 90 %);
- італ. Castel del Monte Rosso Riserva DOCG — виноробна зона цілком охоплює комуну Мінервіно-Мурдже, а також частково кілька сусідніх комун. Виробляють сухі червоні вина з сорту Неро ді Тройя (не менше 65 %), також додають інші місцеві червоні сорти;
- італ. Castel del Monte DOC — одна з найвідоміших виноробних зон Апулії. Виробляють білі, рожеві та червоні вина, з місцевих та міжнародних сортів. Вони можуть бути сухими або ігристими;
- італ. Primitivo di Manduria DOC — виробляють сухі та напівсухі червоні вина, основним сортом є Примітиво;
- італ. Negroamaro di Terra d'Otranto DOC — велика виноробна зона, охоплює провінції Бриндізі, Лечче, Таранто. Виробляють червоні та рожеві вина з сорту Негроамаро (не менш 90 %);
- італ. Salice Salentino DOC — виробляють біле, рожеве та червоне вино, сухе або ігристе. Для виробництва використовують міжнародні та місцеві сорти, основне місце серед яких займає Негроамаро.

### Калабрія

Калабрія

Калабрія являє собою півострів, який рмивається Тирренським та Іонічним морем. Регіон характеризується середземноморським кліматом та переважно гірським рельєфом передгір'я та хребти Апеннін. Виноробство у Калабрії має дуже давню історію, перші виноградники з'явились ще до нашої ери за часів Давньої Греції. Регіон сильно постраждав від епідемії філоксери у ХІХ сторіччі. Сучасне виноробство почало розвиватись у 50-ті роки ХХ сторіччя. Завдяки тривалій історії виноробства у Калабрії велика кількість автохтонних сортів винограду, крім того існує плутанина з їх назвами. Найбільш культивовані виноградні лози в Калабрії — це червоні сорти, а точніше Гальоппо, Нерелло Маскалезе, Нерелло Капуччо та Греко неро і становлять близько 80 % виробництва. Найбільш розповсюдженими білими сортами винограду є Греко Б'янко, Треббіано Тоскано, Монтоніко та Гарнача.. Більшість вина має посередню якість, вино категорії DOC становить лише 5 % виробництва. Виділяють 9 виноробних зон категорії DOC.
- італ. Bovingi — виробляють білі, рожеві та червоні купажні вина.
- італ. Cirò — є візитівкою калабрійських вин завдяки червоним та рожевим сухим винам на основі сорту Гальоппо (не менше 80 %). Також виробляють сухі білі вина на основі сорту Греко Б'янко (не менше 80 %)[57].
- італ. Greco di bianco — невелика виноробна зона, виробляють десертні вина з Греко Б'янко методом пасіто[58].
- італ. Lamezia
- італ. Melissa
- італ. S. Anna di isola Capo Rizzuto
- італ. Savuto
- італ. Scavigna
- італ. Terre di Cosenza

### Базиліката

Базиліката

Базиліката має дуже сприятливі умови для виноробства. Більшу її частину займають гори або пагорби. Оскільки регіон розташований на півдні Апеннінського півострова тут велика кількість сонячного світла, а вітри з Середземного моря знижують надмірно високу температуру. Незважаючи на гарні умови, Базиліката є економічно слабко розвиненим регіоном, тому більшість вин тут мають посередню якість та категорію IGT або столового вина (італ. Vino di tavola). За об'ємом тут виробляють небагато вина порівняно з іншими регіонами. Основним червоним сортом винограду тут є Альяніко, також вирощують інші італійські червоні сорти. Серед білих сортів найбільшу популярність мають мальвазія та мускат. Виділяють 1 виноробну зону категорії DOCG, 4 виноробні зони DOC та 1 IGP.
- італ. Aglianico del Vulture Superiore DOCG — виробляють сухі червоні вина якості італ. Superiore та італ. Riserva з місцевого сорту альяніко (100 %). Це дуже насичені вина з гарним потенціалом для витримки, вони відомі далеко за межами Італії. Виноградники розташовані на вулканічних ґрунтах, утворених згаслим вулканом Вультуре.
- італ. Aglianico del Vulture DOC — виробляють сухі червоні та ігристі вина (шампанізація класичним методом) з сорту альяніко (100 %).
- італ. Matera DOC — виробляють білі, червоні та рожеві; сухі, десертні (методом пасіто) та ігристі вина (шампанізація класичним методом) з білих та червоних сортів винограду (мальвазія, греко, примітиво).
- італ. Terre dell'Alta Val d'Agri DOC — виробляють сухі червоні та рожеві купажні вина на основі мерло та Каберне Совіньйон.
- італ. Grottino di Roccanova DOC — виробляють сухі білі вина на основі мальвазії; червоні та рожеві сухі купажні вина на основі санджовезе.
- італ. IGP Basilicata — виробляють білі, рожеві та червоні; сухі та десертні вина (методом пасіто) з місцевих та міжнародних сортів винограду[60].

## Кулінарні комбінації
Незважаючи на світову тенденцію виробляти вина у так званих «міжнародних стилях» з широко відомих сортів, таких як Мерло, Шардоне та інші, італійські винороби здебільшого зберегли національний характер своїх вин. Висока кислотність та жорсткі таніни є прекрасним акомпанементом для традиційних страв італійської кухні. Остання, на відміну від «високої» кухні Франції, є кухнею бідних верств населення, тому характеризується не рафінованими, а скоріш, прямими смаками та ароматами.
Традиційні вина Італії добре пасують до насичених яскравих ароматів томатних соусів та м’ясних та овочевих страв. Білі італійські вина комбінуються з морською рибою, молюсками, ракоподібними. Солодкі пассіто є прекрасною комбінацією для широкої гами відомих на весь світ італійських десертів.